# Saint-Merd-la-Breuille
Saint-Merd-la-Breuille è un comune francese di 209 abitanti situato nel dipartimento della Creuse nella regione della Nuova Aquitania.

## Società

### Evoluzione demografica
Abitanti censiti